# レッドアイズ 監視捜査班
『レッドアイズ 監視捜査班』（レッドアイズ かんしそうさはん）は、2021年1月23日から3月27日まで日本テレビ系「土曜ドラマ」で放送されていたテレビドラマ。主演は亀梨和也。

## あらすじ
元神奈川県警捜査一課の刑事であった探偵・伏見響介は、捜査一課の先輩だった島原由梨の要請を受け、民間と協力して捜査を行う神奈川県警の特殊部隊KSBC（神奈川県警捜査分析センター）の特別捜査官に転身する。天才的な能力を持ちながら逮捕歴のある「元犯罪者」の探偵事務所の仲間たちと共に、最新の科学情報捜査を駆使するKSBCの捜査能力で難事件に挑みつつ、婚約者の美保を殺した「青いコート」を着た殺人鬼の行方を追う。

## キャスト

### 主要人物
伏見響介（ふしみ きょうすけ）〈33〉
演 - 亀梨和也
本作品の主人公。KSBCの特別捜査官。階級は警部補。鋭い洞察力と優れた格闘技術を持つ。
横浜市泉区出生。神奈川区大寺3丁目13番地在住。血液型はA型。
3年前まで神奈川県警で検挙率No.1の捜査一課の刑事であったが、婚約者の美保が「青いコート」を着た人物に殺害されたことを契機に美保殺害でアリバイのある無実の容疑者を暴行したために逮捕され、2021年3月に懲戒免職となっている。「元犯罪者」の山崎、湊川、小牧と浮気調査を生業とする「伏見探偵事務所」を開業するが、捜査一課時代の先輩・島原からの特別捜査官への就任オファーを、探偵事務所の仲間もKSBCの特別捜査官へ登用することを条件に受諾する。島原に招待されて直ぐに遭遇した事件を探偵事務所のメンバーと共に解決したことで、正式にKSBCの一員となる一方、美保を殺害した犯人を探し出す復讐心もさらに燃やすこととなる。
はるかから蠣崎が「先生」と呼ぶ何者かと連絡を取っていた情報を提供され、KSBCの特別捜査官に着任して以降、自分と山崎、湊川の関係者が一連の事件に巻き込まれたことから、県警内部に情報を流し裏で事件を操っている黒幕がいることに気付く。
美保を殺害した犯人に繋がる証拠を探すため、晋平がメールをやり取りしていた「先生」のメール送信元である秦野市北矢沢のロッジに単独乗り込むが、晋平の逃亡を手助けした真弓が再び目の前に現れ、圧倒的な戦闘力で制圧されてしまいロープでイスに拘束され、監禁されてしまう。しかし湊川がその場に駆けつけ真弓に攻撃を仕掛けたことで絶体絶命のピンチを切り抜ける。
これまでKSBCの関係者が巻き込まれた事件の犯人たちが同じ矢印状のマークが書かれた品物を所持していたことに気付き、「先生」とのメールのやり取りの痕跡がなかった犯人たちも「先生」と関わりを持つ事実を掴む。
小牧に「みなとみらい医療センター」のシステムをジャックしたのは何者かに脅されたためであろうと確認するが、左前腕に「先生」に関わった犯罪者全員に共通して見られた矢印状のマークのタトゥーがあるのを見せられ、「先生」の言うことは絶対で逆らえないためにシステムジャックを実行したと伝えられた。また、「青いコート」の男の特徴である右前腕の傷を見せられ、美保殺害も「先生」からの指示で実行したことを告白される。そして3年前、美保が伏見に渡す筈であったクリスマスカードを渡されるが、銃声と共に小牧が崩れ落ちたため、小牧を銃撃した容疑者として神奈川県警から追われることになる。しかし小牧は伏見の背後から真弓に狙撃されており、電波妨害装置を使い伏見がKSBCに送信する映像を遮断されており、伏見が狙撃していないことを証明できないようにした上、真弓に拳銃を奪われたことから、無実を証明する術がないため、一旦、辰二郎の出入りする将棋教室に潜伏する。
美保を殺した「青いコート」の男への復讐に取りつかれた伏見を自分の感情に正直になるように導いたらどうなるかを想像することに快楽を得るようになった鳥羽が伏見の復讐心を焚きつけようとし、湊川も殺害しようとしたことから伏見は鳥羽を殺そうとするが、小牧が美保のスマートフォンから収集していた伏見への妊娠の報告の練習動画を見せたことで自制心を取り戻し、鳥羽を逮捕する。
KSBCの解散後は山崎、湊川、小牧と共に探偵事務所を再開した。

### KSBC（神奈川県警捜査分析センター）
2024年に神奈川県警内に新設された科学捜査を行う部署。県警から出向した捜査官と民間から登用された特別捜査官で構成されている。

#### KSBC特別捜査官
伏見が開業した探偵事務所から登用された優秀な能力を有する人材。伏見を含め全員が逮捕歴がある「元犯罪者」。
山崎辰二郎（やまざき たつじろう）〈55〉
演 - 木村祐一
犯罪心理学の元国立大学教授。通称「辰さん」。KSBCに登用後は警部補の階級を与えられる。
本籍地は大阪府堺市北区金丸町9丁目12番地。血液型はB型。
普段は飄々としているが、凡ゆる犯罪のデータや歴史的に名高い犯罪者の行動パターンを記憶しており、犯人の行動を的確に予測する優秀なプロファイラー。息子の克巳が幼少期、重い心臓病を患っていたことから手術代を工面するため投資詐欺グループの神流川兄弟の犯罪に関わるが、グループの裏切りに遭い2015年1月26日に逮捕された前科がある。懲役8年。将棋が趣味。
息子・克巳が神流川兄弟の覚醒剤を持ち逃げしたため、克巳の恋人・優希が誘拐されるが、優希が克巳の子供、つまり自分の孫を身籠っていることを伏見から教えられ、神流川兄弟が覚醒剤の隠し場所を知らないことから自分が覚醒剤を持っているとウソをつき、優希と自分とを人質交換する交渉を実行する。交渉の途中、克巳が拉致され、こちらは神流川羊介を確保したことから、羊介と優希・克巳の1対2の人質交換と覚醒剤の引き渡し交渉に切り替えるが、覚醒剤に偽装した蓄光パウダーを一馬に掴ませ偽物と気付いた一馬がパウダーを投げ捨て体に降りかかったことを確認すると、秘密裏にアジトに潜入していた伏見と湊川がアジトの照明を落とし暗闇の中で一馬一味を一網打尽にして身柄を確保し、無事、優希と克巳の奪還に成功する。
湊川由美子（みなとがわ ゆみこ）〈35〉
演 - シシド・カフカ
シングルマザーの元自衛官。優れた身体能力を持ち、格闘能力に秀でている。KSBCに登用後は巡査部長の階級を与えられる。
本籍地は横浜市あおば区あざみ野5丁目30番地。血液型はAB型。
高校卒業後に自衛隊に入隊し、そこで同僚の皆川茂夫と結婚し一人息子の敢太を儲けるが、茂夫からのDVがエスカレートし息子を守るために夫を殺害、2017年10月10日に伏見に逮捕されている。懲役5年。常に冷静沈着で無口であるが、被害者感情に敏感で思いやりがある。捜査が忙しい時は息子の敢太を母の律子に預けている。
蠣崎に手首を後ろ手に縛られ、さらに首を天井からロープで縛られ3つ足状態となったテーブルの上に立たされた状態で監禁され、時限爆弾をセットされて絶体絶命のピンチを迎えるが伏見に救出され一命を取り留める。
小牧が伏見に銃撃された疑惑があったが、「小牧君を撃つはずがない」と伏見を信じ、県警から追われていた伏見の逃走を助ける。
小牧要（こまき かなめ）〈26〉
演 - 松村北斗
若き天才ハッカー。
横浜市泉区出生。神奈川区大寺3丁目13番地在住。血液型はA型。KSBCに登用後は巡査部長の階級を与えられる。
有名工科大学を首席で卒業後、大手IT企業に就職。会社員時代、密かに警備会社や銀行を軒並みハッキングし、防衛省のサーバーに5回目に侵入した際に発見され電磁的記録不正作出罪で逮捕されている。懲役2年。KSBCでは淡々と仕事をこなしているように見えるが、内には正義感を秘めている。
KSBCに招かれた際は持ち前のハッカーとしてのスキルを遺憾なく発揮し、KSBCのシステム以外にSNSからも情報収集し、機転を利かせ最善の方法を導き出すなど地頭にも優れる。
大学時代の後輩、米野悠香に誘われ朝ヶ丘公園で待ち合わせをしたところを瀬沢一味に拉致され、悠香を人質にされて「みなと貴金属」の倉庫のセキュリティーシステムのハッキングを強要される。「みなと貴金属」のセキュリティーを無効化するとともにKSBCの監視システムも無効化するが、これらのKSBCへの造反行為は悠香が犯罪の首謀者であることを見抜いた上での芝居で、犯行現場となる「みなと貴金属」や自身の監禁先がKSBCに分かるよう、瀬沢一味や悠香に気付かれないようヒントを伝えていた。瀬沢たちが逮捕された後、悠香に犯罪者に寝返って一緒にハッキングで金儲けをしようと懐柔されるが、かつて逮捕された後、伏見に必要と求められたことで彼を裏切れないと悠香の懐柔を拒み、いつか悠香も伏見のような自分を変えてくれる人に出会えるはずだと諭す。
神奈川県警に鳥羽が蠣崎の診察記録を持参し訪れた際、突如KSBCから姿を消し、真弓たちが乗っていた車に同乗し「みなとみらい医療センター」のシステムをジャックするが、駐車場で伏見らに復旧パスワードのヒントを与え、そのまま逃走した。システムジャックは何者かに脅されたためであろうと伏見から確認されるが、「先生」の言うことは絶対で逆らえないために自分の意思で実行したと伝える。左前腕に「先生」に関わった犯罪者全員に共通して見られた矢印状のマークのタトゥーがあるのを見せ、また右前腕に「青いコート」の男の身体的特徴である傷があることも見せ、美保殺害も「先生」からの指示で実行したと告白する。そして3年前、美保が伏見に渡すはずであったクリスマスカードを渡し、その後銃声と共にその場に崩れ落ちる。
状況的に伏見の発砲によるものと思われ警察も伏見を容疑者として追跡したが、実は後方から真弓が狙撃しており、急所を外れたため命に別状はなかった。左前腕のタトゥーも右前腕の傷も、鳥羽の美保殺害の罪を被らなければ3年前に美保の個人情報をダークウェブで鳥羽に売ったことを伏見に暴露し、伏見を殺すと真弓から脅されたためにKSBCが蠣崎たちに占拠された翌日に付けたフェイクであり、鳥羽のクリニックで発見された小牧の指紋付きの美保殺害に使用された凶器も偽装されたもので、「先生」の支持者ではなかった。

#### KSBC捜査官
神奈川県警から出向している警察官。
島原由梨（しまばら ゆり）〈35〉
演 - 松下奈緒
KSBCセンター長。階級は警視。1988年4月23日生まれ。横浜市港北区本町在住。
KSBCに集められた情報を元に現場部隊の捜査方針を決定する指揮官。有能であった伏見をKSBCの特別捜査官に登用し、彼が提示していた条件であった探偵事務所の仲間たちもKSBCの特別捜査官として迎え入れる。塾講師の夫・信嗣と二人暮らしで両親とは疎遠だが、年の離れた妹のはるかとは仲が良い。
伏見が懲戒免職を決定付ける事件を起こした時は止められなかったことを深く後悔していたが、伏見が婚約者の美保を殺害した犯人を捕まえ復讐するという決意を聞いた際は苦言を呈している。
蠣崎の凶弾により夫の信嗣を殺害される様子をリモート映像越しに見せられ、現場に到着した伏見が確保した蠣崎に銃口を向けるが、伏見に銃を下げるように指示し夫を失いながらも決して復讐してはいけないことを示す。
夫・信嗣の死後、これまでの心労が祟ったことで職務中に倒れ、それを機に奥州にカウンセリングを受けることを命じられたため鳥羽メンタルクリニックに通う。
「先生」の一味が2度「B2ファイル」を狙ったことから今回の一連の事件を解くカギは「B2ファイル」の中にあると考え奥州が離席中にファイルをコピーして持ち出し、創設者の奥州が5年で20件の事件を隠蔽していたことがファイルから判明したためKSBCは解散することとなる。
長篠文香（ながしの ふみか）〈27〉
演 - 趣里
情報分析官。階級は警部。サイバー犯罪対策課に所属していたが、過去に兄・晋平と自らが被害者となり関わった拉致監禁事件から監視捜査の重要性を感じており、自らKSBCに異動を願い出ている。
最初は伏見やその仲間たちに懐疑的だったが、招かれてすぐに遭遇した事件を優れた能力で解決すると、彼らの能力を認めるようになる。小牧と捜査方法で対立することが多かったが、プログラマーとしての才能は認め、小牧に追いつきたいという念を抱くようになる。
島原が夫・信嗣を亡くした心労から倒れてしまった際、彼女の代わりにKSBCの陣頭指揮を執り、辰二郎が神流川一馬から優希と克巳を奪還する作戦のバックアップを行う。
11年前の高校1年の時に拉致監禁の被害に遭っており、その時に事件の捜査に当たった刑事が爆発物で爆殺された宇土と堅志田で、伏見の指示で湊川がチェックした文香のバッグの中に爆弾の起爆装置が入っていたことから、爆破事件の容疑者である疑惑が持ち上がるが、爆破事件の事件発生現場の監視カメラの映像から、犯行に関わっている人物が兄・晋平であることに気付き、監視カメラの画像を消去していたことがPCのデータ履歴から確認され、兄を庇っていたことが判明する。犯人隠避やKSBCでの爆破未遂事件の責任を取るため退職願を島原に差し出すが、『あなたの責任は兄のような人物を二度と生まないことだ』と説得され、KSBCに必要な人材であるとして受け取りを拒否される。
阿蘇涼子（あそ りょうこ）〈23〉
演 - 泉川実穂
情報分析官。
KSBC本部に蠣崎一味がセキュリティを突破して侵入された際に警報装置を押そうとするが、一味の兼山に見つかり左肩を拳銃で狙撃される。「B2ファイル」を提出しようとしない島原が蠣崎から「隠蔽した犯罪の公表を防ぐために部下を見殺しにするんだな」と言われた際は、任務に就いた時点で危険は覚悟しているので、蠣崎に従わないようにと訴える。
負傷入院した神奈川警察病院で蠣崎が拳銃で自殺したことをKSBCに報告する。
富山晴喜（とやま はるき）〈31〉
演 - ヒラノショウダイ
情報分析官。
清掃員に扮した蠣崎一味にKSBC本部に通じる地下通路で襲撃され、掌の静脈の生体認証を使われてしまい、KSBC本部のドアのセキュリティを突破されてしまう。
沼尻菜々（ぬまじり なな）〈31〉
演 - 小野寺ずる
情報分析官。

### KSBCの周辺人物
大塩はるか（おおしお はるか）〈21〉
演 - 髙橋ひかる
由梨の妹。移動式コーヒーショップ「石’s kitchen（ストーンズ キッチン）」でアルバイトをしている。多忙な姉を心配している。
自分を庇って蠣崎の凶弾で義兄の信嗣が死亡する瞬間を目撃し放心状態から病院に搬送される。その後ショックから立ち直ったものの、姉・由梨に合わせる顔がないと困惑している。
蠣崎に拘束されていた際、彼が「先生」と呼ぶ何者かと連絡を取っていたことを思い出し、伏見にそのことを伝える。
蠣崎一味のスナイパー・中富川から由梨に「B2ファイル」を提出させるためにコーヒーショップでのアルバイト中に命を狙われるが、店長の石津に逃がされた後、伏見と湊川によって救出される。
鳥羽が逮捕され「先生」の支持者たちは一掃されたかと思われたが、彼女のカバンのチャームに矢印状のマークがデザインされており、今後も「先生」の支持者たちによる犯罪が起こる可能性を示唆させて物語は幕を閉じる。
石津渉 （いしづ わたる）〈40〉
演 - 福澤重文
移動式コーヒーショップ「石’s kitchen」の店長。仕事熱心なはるかを優しく見守る。かつて由梨に恋愛感情を抱いていた。
はるかが蠣崎一味のスナイパー・中富川から狙われていることを伏見から連絡を受けると身を挺してはるかを逃がし、追跡する中富川を制止しようとするが左足を銃で撃たれ負傷する。
島原信嗣（しまばら しんじ）〈38〉
演 - 笠原秀幸（第2話 - 第4話）
由梨の夫。学習塾「島原ゼミナール」の講師。多忙な妻を献身的に支える。
自身の誕生日を祝われるほど塾生たちから慕われる人物で、由梨と一緒に誕生日を過ごすことを楽しみにしていたが、婚約者の静香が亡くなったことで由梨を逆恨みした蠣崎からの復讐ではるかを庇い、頭部を拳銃で撃たれ死亡する。
湊川敢太（みなとがわ かんた）〈8〉
演 - 森島律斗（幼児期：阿久津将真）
由美子の一人息子。
由美子に「手作りのお守り」をプレゼントするなど、母親思い。由美子が捜査に出ている際は、祖母・律子に預けられている。
祖母の律子と乗車している路線バスに爆弾を仕掛けていることを示唆するメールが蠣崎からKSBCに送られてくるが、フェイクの犯行予告で、爆弾が爆発することはなく無事だった。
湊川律子（みなとがわ りつこ）〈63〉
演 - 大草理乙子
由美子の母。由美子が捜査に出ている際、孫の敢太を預かっている。

### 伏見の関係者
結城美保 （ゆうき みほ）〈享年27〉
演 - 小野ゆり子（第1話・第7話・第9話・最終話）
伏見の婚約者。1993年2月16日生まれ。2020年12月21日に、山下埠頭の倉庫街で「青いコート」を着た何者かに刃物で襲われ、そのまま帰らぬ人となる。検死の結果、妊娠6週目で伏見との子供を宿していたことが判明している。殺人犯は未だに捕まっておらず、「未解決事件」となっていた。
勤務する中丸出版社で編集長から県警の上層部からの依頼で断ると県警に勤める伏見にも影響が出るのではないかと脅され捏造記事を書き上げたため、その記事で世間から謂れ無い非難を浴びたことを苦に鳥羽の妻・梓が自殺したことから復讐のため鳥羽に殺害された。
鳥羽和樹（とば かずき）〈45〉/「青いコート」の男
演 - 高嶋政伸（10歳時：江口湊太）（第4話 - 最終話）
鳥羽メンタルクリニックのカウンセラー。書斎にある透明なボードにKSBCのメンバーとその関係者の人物相関図を掲示している。
右前腕に「青いコート」の男の身体的特徴である傷が確認されるが、この傷は35年前に事業に失敗して自暴自棄になった父が一家心中を図ろうとして就寝中に刃物で襲ってきた際にできた傷で、偶然一致しただけで自分は「青いコート」の男ではないと主張する。
身の潔白を証明するために伏見にクリニックの家宅捜査を行わせ、発見されたナイフの血痕がDNA鑑定により美保のDNAと一致したことから美保殺害の容疑で重要参考人として取り調べを受けるが、詳細不明の男がクリニックにナイフを置いていた映像が確認され、ナイフからは小牧の指紋が採取されたことから嫌疑不十分で釈放される。
KSBCを訪問した時、自分の影響力で関わった人々を犯罪者に変貌させたことから辰二郎から「まるでチャールズ・マンソン」だと指摘される。
その正体は「青いコート」の男であり、銃撃され負傷した小牧を病院から拉致して人質にし、妻・梓を死に追いやった復讐の相手である下関大臣の一人息子・悟と刑事部長の奥州を拉致するのに伏見を協力させ、2人をロアー劇場に監禁後はネットの生配信を通じて悟と奥州が行った妻・梓に対する非道を暴露し、復讐のため彼らの頭部を銃撃して殺害する。
妻・梓が美保が編集長の指示で書かされた捏造記事で謂れの無い社会的非難を浴びたことを苦に服毒自殺したため、伏見に邪魔されない状況で復讐するのに小牧から美保の個人情報を収集し山下埠頭で殺害しており、その際、自分の感情に正直になることで新しい快感を手に入れ、恋人を殺した「青いコート」の男への復讐に取りつかれた伏見を自分の感情に正直になるように導いたら一体どうなるかを想像することに快楽を得るようになり、伏見の復讐心を焚きつけようとしていた。そのため湊川も殺害しようとしたことから伏見に殺されそうになるが、小牧が収集していた美保が伏見に子供ができた報告を練習する動画を伏見に見せたことで伏見は殺害することを思い留まり逮捕される。その後「お前の怪物は消えたわけじゃない」「見てるからな」と言い残し県警に連行された。

### 神奈川県警
長久手智亮 （ながくて ともあき）〈42〉
演 - 川瀬陽太
捜査一課刑事。捜査一課時代の伏見の先輩。
「足で稼ぐ」捜査が信条のアナログ人間で科学捜査を行うKSBCを「覗き部屋」と蔑み反感を抱いている。優秀な後輩であった伏見を疎ましく思っているが、仲間の湊川を救いたいと伏見が訴えた際は共感し、協力する姿勢を見せる。
11年前に発生した長篠の拉致監禁事件の捜査に当たった3人の刑事のうちの1人で、復讐の標的として長篠の兄・晋平からドローンに積載した爆発物で命を狙われていたが、長篠に助けられる。11年前、まだ捜査一課に配属されたばかりで先輩刑事であった宇土と堅志田たちの判断に抵抗できず、長篠の捜索ができなかったことから妹の長篠ともども人生を狂わせてしまったと県警に逮捕連行されてきた晋平に謝罪した。
姉川保（あねがわ たもつ）〈33〉
演 - 長田成哉
捜査一課刑事。階級は警部補。
最先端の科学捜査を行うKSBCと優秀な伏見に憧れを抱いている。
「先生」の内通者で神奈川県警やKSBCの情報を鳥羽に渡しており、警察の目を掻い潜って蠣崎が自殺するための拳銃を病室に持ち込んだり、小牧を病室から拉致する幇助をしていた。下関の息子や奥州たちを拉致する際も真弓たちに協力し長久手の左足を銃撃するが、真弓の部下・嘉吉が長久手を撃ち殺そうとしたとき、彼を庇い腹部に銃弾を浴びる。病院に収容後、なぜ銃弾から庇ったのか長久手から問われると「鳥羽と同じくらい、恩義を感じていたから」と答えた。
奥州寛治（おうしゅう かんじ）〈52〉
演 - 矢島健一
刑事部長。
島原の能力を買いKSBCのセンター長に任命したが、伏見や「元犯罪者」を特別捜査官に登用したことに懸念を抱いている。KSBCでの犯罪検挙の成功でKSBCの監視捜査システムが全国の警察組織に導入されることが決まるのを鑑み、島原には決してKSBCで捜査で失態を犯さないようにと釘を刺している。心労から島原が倒れたときには、彼女に業務命令として鳥羽クリニックでカウンセリングを受けるように指示を出す。
蠣崎一味にKSBC本部を乗っ取られると警察の失態が外部に知れ渡ることを恐れ、伏見からSITの出動要請をされてもそれを拒否し、KSBCが独自に乗っ取り事件を解決するように伏見に命令する。
4年前、下関外務大臣の一人息子・悟が鳥羽の妻・梓を暴行した防犯カメラの映像を大臣に忖度して隠蔽し、悟の逮捕を回避させ、悟の暴行事件を学校に報告した鳥羽の妻・梓を社会的に葬るために梓が苛められていた生徒を見殺しにしたような捏造記事を書くように中丸出版に依頼していた。ロアー劇場に拉致されネットの生配信で鳥羽にそのことを暴露されるも悪態をついたため、鳥羽に左大腿部を銃撃される。さらに最後のチャンスとして謝罪の機会を与えられるが、最後まで謝罪の言葉に反省の色を見せることはなく、激昂した鳥羽によって頭部に4発の銃弾を受け死亡した。
死後、「B2ファイル」に過去5年で20件の事件を隠蔽していた証拠が発見されたため、創設を指揮したKSBCは解散されることになった。

### その他
指令センターの声
声 - 下野紘

### ゲスト

#### 第1話
岩槻光哉
演 - ミスターちん
横浜中央公園の警備員。北畠に娘の知美を誘拐され、誘拐・殺人の犯行の協力を強要されていた。
深井彩音〈25〉
演 - 藤井武美
誘拐事件の被害者。モデル志望の女性。モデルのアルバイトの依頼と騙されて横浜中央公園で北畠に誘拐される。
岩槻知美
演 - メドウズ舞良
岩槻光哉の娘。北畠が父の光哉を犯行に協力させるための人質として誘拐される。
北畠満夫〈35〉
演 - 坂井良平
1989年8月19日生まれ。横浜市港南区西2丁目3-17在住。
米国のシリアルキラー・テッド・バンディを模倣し、右腕にギプスをして体が不自由なように装って女性を油断させ暴行・誘拐し、ダークウェブ上の動画サイトで殺人の様子をライブ配信する殺人鬼。右前腕の傷の特徴が一致したため、美保殺害の「青いコート」の人物かと思われたが、傷の長さが異なり、事件当時他県にいたアリバイがあり別人であった。
美保殺害の容疑者だった男
演 - 輪入道
3年前の美保殺害で容疑をかけられていた男。殺害現場となった倉庫周辺で頻繁に薬物を濫用しており、伏見が犯人の嫌疑をかけていたが、事件当時アリバイがあり無実だと判明。彼を暴行したことで伏見は懲戒免職となった。
ヤクザの組長
演 - 深見亮介（最終話）
伏見探偵事務所の浮気調査の対象者。愛人とラブホテルから出てくるところを伏見に2回も撮影される。女癖が悪く、初登場時と2回目で愛人が変わっている（第1話：澤田木乃美、最終話：夏来唯）。

#### 第2話
蠣崎孝太郎（かきざき こうたろう）〈35〉
演 - 忍成修吾（第1話 - 第5話・第7話 - 第9話）
漆川がKSBCに送り付けた動画に映っていた男性。動画の場所が中区山手森林公園と特定され急行するとナイフで腹を刺されていたが、緊急手術で一命を取り留める。手術記録から犯行状況とナイフで刺された痕跡が矛盾していたことで刺し傷は自分で刺した自作自演の傷であることが判明するが、そのことに気付いた湊川をスタンガンで気絶させ拉致する。
8年前に強盗犯・花倉を追跡する島原の逮捕劇に巻き込まれ、婚約者の静香を歩道橋からの転落事故で失っており、彼女の死のきっかけを作った花倉と島原を逆恨みし復讐を決意。闇サイトで知り合った漆川をゾディアック事件を模倣したKSBCを挑発する凶悪犯に仕立て上げ隠れ蓑にし、自分と同じく愛する人を目前で失う苦しみを花倉に味わわせるため、アジトに監禁していた花倉に彼女を刺殺する様子をリモート映像で見せつけた上、KSBCに新聞社のサイトへの犯行声明文の掲載を要求したが拒否されたペナルティーの名目で花倉を金属バットで撲殺する。次に午後8時までに警察の失態で死者が発生したことを公表しなければ爆弾を爆発させて湊川を殺害するとKSBCにリモート通話で犯行を予告し、湊川を監禁している自身の潜伏先と、湊川の息子・敢太の乗る路線バスに爆弾を仕掛けて爆発させる犯行を示唆するメールをKSBCに送りつける。しかしこれらは時間稼ぎのためのフェイクであり、真の目的である島原への復讐を果たすため、島原の夫・信嗣が経営する塾に乗り込み、愛する人が目前で亡くなる苦しみを島原に味わわせるため、信嗣の頭部を拳銃で撃ち殺害する。
塾へ駆けつけた伏見に制圧・逮捕されるが、なぜか拉致監禁した湊川や伏見たちKSBCのメンバーの詳しい経歴を熟知しており、「青いコート」の人物に復讐心を燃やす伏見に対し「俺とお前は同類だ」と言い残し県警へ連行されていく。
犯行に使用した改造銃が神流川兄弟から入手したことが判明したために、伏見からなぜKSBCの関係者の周辺で発生した事件にことごとく関りがあるのか事情聴取を受けるが、伏見の亡くなった恋人・美保やお腹の中の赤ちゃんの復讐をしようとしていると伏見を挑発し、伏見を激怒させる。
腹痛を訴え留置所から神奈川警察病院に移送されていたが、真弓たちの手引きで病室から抜け出し、清掃員に変装してKSBCに侵入、占拠する。アクセス権限を持つ島原にセキュリティーレベル7で刑事部長以上の人間にしか閲覧することが出来ない隠蔽された犯罪者たちの個人情報が入っている「B2ファイル」の提出を強要し、正義の名の下、事件を隠蔽され犯人に復讐することが出来ない人たちのためKSBCのシステムを使ってリストの中の犯罪者全員の現在の居場所を特定しようとするが、小牧がハッキングによりKSBCのパソコンをショートさせてファイルのコピーされたUSBメモリーを焼損させられ、驚いて油断したところを島原に反撃、確保され計画が失敗する。その際、｢夫の仇である自分を殺さないと後悔するぞ｣と島原を挑発するが、『あなたの想い通りにはならない』と拒否されたため、島原と揉み合いになり、「殺してくれ」と自らの腹部を島原の銃で撃ち抜き、負傷したところを身柄を拘束される。
その後、鳥羽が島原から取り調べを受けていた同時刻、搬送された神奈川警察病院で「先生」の内通者であった神奈川県警の姉川が準備した拳銃で自殺する。
花倉の彼女
演 - 伴優香（第1話・第3話）
漆川がKSBCに送り付けた動画に映っていた女性。送られた動画の場所が特定され駆け付けるが、ナイフで刺され既に亡くなっていた。事情聴取をうけた蠣崎から自分の婚約者であると説明されていたが、本当は花倉の彼女で、強盗罪で服役した花倉を出所後支えており、花倉がきっかけで婚約者の静香を亡くした蠣崎が、自分と同じように彼女を目前で失う苦しみを花倉に味わわせる目的で漆川が殺害したように偽装して刺殺されている。
花倉英司〈38〉
演 - 篠原悠伸（第3話）
蠣崎に監禁されていた男性。警察に犯行声明文を掲載させるための人質。KSBCが犯行声明文の掲載を拒否したため蠣崎に撲殺される。実は8年前に蠣崎の婚約者・静香が歩道橋から転落し、頭を強打し亡くなる事故のきっかけを作った強盗傷害犯で、静香を失った復讐として目の前で愛する人を失う苦しみを味わわせるため、刑務所を出所後支えてくれた自分の彼女を蠣崎が刺殺する様子を見せられた上での撲殺であった。
宮崎次郎
演 - 満田伸明
横浜大学付属本牧中央病院の医師。負傷した蠣崎の緊急手術を行い、その手術記録を湊川に提出する。
漆川卓也〈35〉
演 - 般若（第3話）
ゾディアック事件を模倣しKSBCに直接連絡を取りカップルがナイフで襲われる動画を送り付け、午後4時までに犯行声明文を新聞社のサイトに掲載するよう挑発する凶悪犯。後に過去に四つ葉重工爆破事件で使用された爆弾の設計図を送り付ける。潜伏先の廃ビルをKSBCに突き止められ屋上から逃亡しようとするところを伏見に逮捕され事情聴取を受けるが、送り付けた動画に映っていた女性は蠣崎の婚約者ではなく、その女性を刺し殺したのは蠣崎で、蠣崎の刺し傷も蠣崎が自分自身で刺したものであり、そもそも動画を送り付けたのも蠣崎であると、自身の犯行を完全に否定する。
正体はネットで死体画像や処刑動画にハマり、本物の死体を生で見たい願望があるネクロフィリアで、闇サイトで知り合った蠣崎から惨殺死体を見せるとチャットで誘われたため、蠣崎の犯行に協力した蠣崎の名前すらも知らない男であった。

#### 第3話
皆川茂夫（みなかわ しげお）
演 - 呂布カルマ
湊川由美子の元夫。由美子へのDVがエスカレートしていき、由美子から離婚を切り出された際、敢太に危害を加えそうになったことから由美子に包丁で刺殺される。
路線バスの運転手
演 - 拇村年宣
敢太と祖母の律子が乗車していた横浜中央交通のバス運転手。蠣崎の犯行予告でバスに爆弾が仕掛けられているとKSBCから連絡を受け、警察と爆弾処理班が待ち構える桐島公園までバスを進めるが、フェイクの犯行予告で爆弾が爆発することはなかった。
静香
演 - 鳴神綾香
蠣崎の婚約者。8年前、島原が強盗犯の花倉を追跡する逮捕劇に巻き込まれ、歩道橋から転落し頭を強打して亡くなっている。

#### 第4話
山崎克巳（やまざき かつみ）
演 - 塩野瑛久
辰二郎の息子。父親が詐欺事件で犯罪に手を染めたことで世間から白い目で見られ就職がままならず犯罪に手を染めるようになり、母・兎喜子がパート先で脳溢血で過労死したため、辰二郎のことを憎んでいた。優希の誘拐事件の参考人として伏見にKSBCに連行されたことで父・辰二郎と再会する。人生を狂わされる原因を作った父を許せなかったが、長篠から辰二郎が幼少期に重い心臓病を患っていた自分の手術代を工面するために詐欺に加担していたことを教えられ、伏見から真実に向き合ってほしいと言われたことで、優希やそのお腹の中の自分の子供である家族を守ろうとしてくれた辰二郎に対する考えを改める。
高松優希（たかまつ ゆき）
演 - 冨手麻妙
克巳の恋人。克巳が木留から運搬を依頼された覚醒剤を持ち逃げし、彼と一緒に海外逃亡を図ろうとしたため、神流川兄弟から誘拐される。覚醒剤を隠すのに袋に詰めた覚醒剤を飲み込んだため、腸内で袋が破れると覚醒剤のショックで命を失う危険を冒していたが、克巳の子供を妊娠していたことから、家族を守ろうと尽力した辰二郎の奪還作戦が成功し、ショックを起こす前に体内から覚醒剤が回収され、母子ともに一命を取り留める。
神流川一馬（かんながわ かずま）
演 - 今井朋彦
大規模な投資詐欺や振り込め詐欺を取り仕切る半グレ集団の元締め。羊介の兄。過去に息子・克巳の心臓病の手術代を工面する必要のあった辰二郎を詐欺に引き入れていたが、裏切って彼が逮捕されるように仕向けた。改造銃や覚醒剤の売買も行っており、克巳が覚醒剤を持ち逃げしたため恋人の優希を誘拐し、覚醒剤をアジトに持ってくるように脅しをかけるが、家族を守るために尽力した辰二郎と伏見たちの活躍で逮捕される。
神流川羊介（かんながわ ようすけ）
演 - 真壁刀義
半グレ集団の元締め。一馬の弟。辰二郎との覚醒剤引き渡しの交渉の場である横浜第三公園に現れるが、警察が張り込んでいることに気付き逃走を図るも湊川の格闘術で確保される。自分と優希・克巳の1対2の人質交換と覚醒剤の引き渡し交渉でアジトで辰二郎から解放されるが、失態を犯したことから兄の一馬に拳銃で射殺される。
木留（きとめ）
演 - KZ
半グレ集団の一員。克巳に覚醒剤の運搬を依頼したが持ち逃げされたため克巳と優希を彼らの逃亡先で監禁するが、覚醒剤の管理で失態を犯したために元締めの羊介にバールで撲殺される。
植木（うえき）
演 - 山本直寛
神流川一馬が弟・羊介とは別に辰二郎との覚醒剤引き渡しの交渉の場である横浜第三公園に送り込んでいた部下。拳銃を向け克巳たちに覚醒剤を引き渡すように脅すが、警察が張り込んでいることに気付き克巳を拉致してアジトまで逃走する。羊介と優希・克巳の1対2の人質交換と覚醒剤の引き渡し交渉にも居合わせたが、辰二郎の人質奪回作戦で伏見と湊川に制圧され、逮捕される。
高松順子（たかまつ じゅんこ）
声 - 兎本有紀
高松優希の母。娘と電話中、突然悲鳴が聞こえ通話が切れたことから神奈川県警に通報する。
島原信嗣の母
声 - 工藤時子
由梨の義母。息子の信嗣が犯罪に巻き込まれ殺されたのは警察官である妻の由梨のせいだと、由梨が信嗣の葬儀へ出席することを拒絶する電話をかける。

#### 第5話
長篠晋平（ながしの しんぺい）
演 - 橋本淳
文香の兄。11年前、文香が拉致監禁された際、事件性があるので捜索してほしいと長久手ら警察に訴えるが単なる家出だろうと信じてもらえず、自力で監視カメラの映像を収集・分析し行方を調べ上げて文香を救出した。しかし、監禁場所から逃走する際、拉致犯をレンガで殴り倒し殺害したため逮捕される。そのため捜査に当たった長久手らを恨み、さらには憎むべき刑事組織側の人間になった文香をも逆恨みし、全米各地で連続爆発事件を起こした爆弾魔ユナボマーを模倣し、「警察社会とその結果は人類にとっての大災害である」と当時捜査に当たった警官にメールを送信し、爆発物を使い警察組織への復讐を実行する。文香が長久手への復讐を阻止したことを知ると自身に対する裏切り行為と判断し、KSBCの指令センターに爆発物を送り付けスマホのビデオ通話で連絡を取り、文香以外のKSBCのメンバーを退席させ文香を爆殺しようとする。しかし、スマホのカメラの死角にいて見えないはずの島原が指令センターに残っていることを疑ったことから、退席させたKSBCのメンバーを観察できる地点にいるのだと伏見に気付かれビルの屋上に居るのを発見され、爆発物が爆発する直前に身柄を確保され起爆装置を停止、指令センターの爆発を阻止された。逮捕後、県警に連行された際、長久手から11年前に捜索を怠り妹の文香ともども人生を狂わせてしまったことを謝罪される。逮捕後に調べられたスマホを解析すると蠣崎と同じく「先生」という人物とメールのやり取りをしていたことが判明する。
宇土豊（うど ゆたか）
演 - 池田論
神奈川県警捜査一課の刑事。晋平に落とし物として渡されたバッグの中の爆発物で爆死する。11年前に発生した文香の拉致監禁事件の捜査に当たり、家出としてまともに文香の行方を捜索しなかった3人の刑事のうちの1人であった。
堅志田守（かたしだ まもる）
演 - 宮川浩明
神奈川県警三ツ沢署刑事一課の刑事。晋平により爆発物で爆殺される。11年前に発生した文香の拉致監禁事件の捜査に当たり、家出としてまともに文香の行方を捜索しなかった3人の刑事のうちの1人であった。
緑川剛（みどりかわ つよし）
演 - 崇勲
11年前、兄・晋平とケンカして家を飛び出した文香を拉致監禁した犯人。文香の行方を突き止めた晋平が文香と監禁場所から逃走する際に出くわしたため、晋平にレンガで殴り倒され死亡する。
真弓勝哉（まゆみ かつや）〈40〉/M
演 - TAK∴（第6話 - 最終話）
「先生」のことを崇拝するハイブリストフィリアであると辰二郎から分析されている男。1984年3月15日生まれ。
爆破事件の容疑者・晋平の身柄を確保しようと追跡する伏見と湊川の前に現れ圧倒的な戦闘力で制圧し、彼らの行く手を阻む。晋平の逮捕後、彼のスマホを解析して浮かび上がった「先生」のメール送信元である秦野市北矢沢のロッジに単身で乗り込んできた伏見の目の前に再び現れ、圧倒的な戦闘力で制圧した上で監禁し、伏見を殺害する寸前のタイミングで湊川に阻止される。それでも湊川を倒し、圧倒的有利な状況に変わりはなかったが、スマホの通知が来た途端に伏見たちへの攻撃を止め、その場を離れる。
医師に変装し神奈川警察病院に搬送されていた蠣崎を兼山、加治田と共に奪還し、KSBC本部を占拠するために蠣崎たちに銃器を与えKSBCに送り込み、島原に「B2ファイル」の提出を強要するため妹のはるかの命を狙るスナイパーの中富川を手配する。
連れ出した小牧に「みなとみらい医療センター」のシステムをジャックさせてオペ室を閉鎖し、手術中の下関森一外務大臣を人質に「B2ファイル」の内容を大手新聞社3社の公式サイトに公表することを要求する。
伏見と対峙した小牧が銃撃されるが、伏見の背後から真弓が狙撃しており、伏見が銃撃したことに捏造するため電波妨害装置で伏見がKSBCに送信する映像を遮断して彼が狙撃していないことを証明できないようにした上、背後から銃口を向けて伏見の拳銃を取り上げ証拠隠滅を図った。
2年前まで中東で特殊部隊の傭兵として活動していたがPTSDを発症したため鳥羽のクリニックで治療を受け、鳥羽が説く「自分の感情に正直になれ」という教えに救われたことから以降「先生」である鳥羽の指示に従い、同じ思いで苦しむ同志たちの犯罪行為に協力するようになる。
PTSDの症状を抑えるために精神安定剤を定期的に服用していることが湊川が鳥羽のクリニックから押収した真弓のカルテに書かれていたことから、真弓との格闘の際に湊川はジャケットの精神安定剤を抜き取り、安定剤の効き目が無くなり意識が朦朧としたところを伏見に制圧される。

#### 第6話
米野悠香（こめの ゆうか）
演 - 森田望智（第7話）
小牧の大学時代の1年後輩。小牧に匹敵する優秀なプログラマー。大学2年時、実家が事業に失敗して資金難で大学を中退。以後派遣のプログラマーとして働いていたが、派遣先で家族ぐるみで親しくなった上司が自分のミスで会社から責任を問われ自殺してしまい、彼の娘の海外留学の夢が絶たれたことから、闇サイトで違法なハッキングを行うプログラマーの募集に応募し、上司の遺児の海外留学の費用を稼ぐためにハッカーに転身したと語る。「みなと貴金属」のセキュリティーシステムを突破できなかったため、瀬沢一味に脅迫され小牧を誘い出し彼にハッキングさせることに協力させられる。小牧が10時間以内にハッキングする約束を守らせるため、瀬沢から腹部を刺され出血してダウンする。
小牧が「みなと貴金属」のセキュリティーを無効化し、隙をついて監視していた三浦をスタンガンで気絶させ、監禁場所から一緒に逃亡することを小牧から促される。しかしその際、派遣先の家族の話は作り話で、一度ドロップアウトしたプログラマーは上を目指せないことに疲弊したために犯罪で金を強奪していたことを告白した。小牧に対してこれからは一緒に犯罪で金儲けをしようと持ち掛けたが、伏見に必要とされていると感じ犯罪に手を染めないと心に誓った小牧からそれを拒否される。直後、監禁場所を特定し駆けつけた伏見たちに逮捕され、小牧から自分にとっての伏見のような自分を変えてくれる人に出会えるはずだと諭される。
瀬沢巧（せざわ たくみ）
演 - 古屋隆太
小牧に「みなと貴金属」のセキュリティーシステムのハッキングを強要するグループのリーダー。元暴力団「瀬沢組」組長。神流川兄弟曰く「金のためなら人殺しも平気で行う男」。小牧の拉致時に失態を犯した部下が正直に責任を認めなかった際、「嘘つきが嫌い」という理由で射殺している。小牧に「みなと貴金属」の倉庫のセキュリティーを無効化させ金塊を強奪しようとするが、事前に小牧がKSBCに犯行現場のヒントを与えていたため、待機していた神奈川県警に逮捕される。
三浦次郎（みうら じろう）
演 - 奥野瑛太
小牧を拉致監禁した犯人。元暴力団「瀬沢組」組長付。コムスタットで次にハッキングが行われると予測された地域を巡回していた伏見に特徴的な歩き方を不審に思われ、小牧を拉致した実行犯だと看破され追跡されるがアジトに逃げ切る。システムハッキングを強要された小牧の監視をしていたが、小牧がハッキングを成功させたことで油断したところを小牧にスタンガンで逆襲され気絶する。その後小牧が悠香と争っている時に目覚めて小牧をナイフで襲おうとするが、伏見が救出に現れ制圧される。
瀬沢の部下
演 - KEN THE 390
三浦と共に小牧を拉致監禁した犯人。拉致の際、監視カメラに映り込み犯行が警察に知られたことから、責任を瀬沢に問われ、正直に自分の責任であると謝罪しなかったために瀬沢に射殺される。

#### 第7話
半グレ集団の男
演 - ACE
藤戸が潜伏する半グレ集団の拠点へ侵入しようとする湊川と対峙するが、呆気なく倒される。
鴫野耕平、鴫野潤子（しぎの こうへい、しぎの じゅんこ）
演- 正名僕蔵、大高洋子
伏見を拉致監禁した夫婦。8年前、勤務先の堅田フーズ社長が脱税で貯め込んだ金を重病の娘・愛菜を海外で手術を受けさせるため夫婦揃って強奪するが、犯行を目撃した社長を殺害したことで後日強盗殺人罪で伏見に逮捕される。伏見の逮捕により娘は手術を受けることが出来ず間もなく息を引き取ったことから伏見を恨み、7年の刑期を終え出所後、伏見を巻き添えに拡大自殺を実行するため、伏見を拉致し冷凍倉庫に監禁し凍死させようとする。凍死寸前の伏見が夫婦から奪い取った電極付きの牛追い棒を冷凍倉庫のガス配管でスパークさせ、着火爆発させたことで監禁場所が特定され、湊川たちが救出に現れたことで拡大自殺を阻止された。監禁中に第三者が存在する発言をしていたが逮捕後、伏見から「裏に先生がいるんですね」と問われても「私たちはただ、自分の感情に正直になっただけです」とその存在を認めなかった。
藤戸稔（ふじと みのる）
演 - 栄信
8年前、鴫野夫妻の娘・愛菜の恋人だった男。生前の愛菜に何もしてやれなかったことから、鴫野夫妻が愛菜の手術を受ける機会を奪った伏見に復讐するという話を持ち込まれ彼らに協力し、誘い出した伏見を麻酔銃で眠らせ夫妻に引き渡す。伏見が拉致の実行犯が首にアザがあるという特徴をリモート画像を通してKSBCにヒントを与えたことを糸口に人物を特定され潜伏している半グレ集団の拠点を突き止めた湊川に確保されるが、鴫野夫妻が拡大自殺を行おうとしていることは知らなかった。
兼山（かねやま）
演 - 坂口茉琴（第8話）
真弓と共に神奈川警察病院に搬送された蠣崎を医師に変装し奪還した女性。
蠣崎と共にKSBC本部に侵入し、警報装置を作動させようとした阿蘇の左肩を拳銃で撃ち抜くなどしKSBC本部を占拠するが、小牧の遠隔操作でパソコンがショートしたのに動揺し、その隙を突かれて長篠と沼尻に拘束される。
加治田（かじた）
演 - アシダユウキ（第8話）
真弓と共に神奈川警察病院に搬送された蠣崎を医師に変装し奪還した金髪の男性。
蠣崎と共にKSBC本部に侵入し、KSBCと外部との回線を遮断するが、小牧がハッキングでパソコンをショートさせて驚いて油断したところを富山に拘束される。

#### 第8話
神奈川県警本部の警察官
演 - Tk da 黒ぶち
神奈川県警の黒ぶちメガネをかけた制服の警察官。KSBCに清掃員に変装して侵入した蠣崎一味の行き先を山崎から尋ねられる。
中富川
演 - カトウシンスケ
真弓が手配したスナイパー。島原に「B2ファイル」の提出を拒否されないよう、蠣崎の指示で「石’s kitchen」でアルバイト中の島原の妹・はるかを遠方のビルから狙撃できる状態でマークする。伏見からの連絡ではるかが逃亡したため追跡し、はるかを拘束して銃口を向けるが湊川から上段蹴りを浴びせられ、伏見に逮捕される。

#### 第9話
山中次郎（やまなか じろう）
演 - DOTAMA
「みなとみらい医療センター」の医師。小牧による医療センターのシステムジャックに協力する。
嘉吉（かきつ）
演 - 三元雅芸（最終話）
美保殺害に使用された凶器のナイフを鳥羽のクリニックに持ち込んだ男。KSBCから小牧をワゴン車で連れ出す。
下野（しもの）
声 - 下野紘
神奈川県警サイバー犯罪対策課の刑事。「みなとみらい医療センター」の外部からの攻撃が止まりシステムが復旧したことをKSBCに報告する。
下関森一（しものせき しんいち）
演 - 山田明郷（最終話）
外務大臣。次期総裁候補。「みなとみらい医療センター」でオペ中にセンターのシステムをジャックされ、真弓から神奈川県警の「B2ファイル」の内容を大手新聞社3社の公式サイトに公表するための人質とされたが、伏見たちの活躍でシステムが復旧し事なきを得た。

#### 最終話
編集長
演 - Zeebra
中丸出版の雑誌編集長。下関大臣の子息・悟が暴行を働いた相手である鳥羽の妻・梓を社会的に葬るため神奈川県警の刑事部長・奥州から依頼され、伏見の恋人・美保に県警の上層部からの命令で、断ると伏見に県警内で影響が出るのではないかと脅して捏造記事を書くように命じる。
鳥羽梓（とば あずさ）
演 - 磯山さやか
鳥羽和樹の妻。有名進学校の英語教師。クラスのいじめの首謀者であった下関悟を学校側に報告したことで逆恨みされ悟から暴行を受る。その後、悟の父・下関大臣に忖度した刑事部長・奥州が仕掛けたいじめられている生徒を見殺しにしたという謂れの無い捏造記事で世間から非難されたことを苦に服毒自殺している。
下関悟（しものせき さとる）
演 - 佐久本宝
下関外務大臣の一人息子。4年前、クラスの苛めの首謀者であったが、鳥羽梓からそのことを学校側に報告されたことを逆恨みし彼女を暴行する。暴行の様子が防犯カメラの映像として残っていたため逮捕されるが、刑事部長の奥州が大臣の子息であることから忖度し、その映像を隠蔽したので証拠不十分で釈放されている。
成人後、父の私設秘書の下に就くが真弓たちにロアー劇場に拉致され、ネットの生配信で鳥羽から妻の梓に対して何をしたか問われると「ただ ちょっと顔の形が変わるくらい殴っただけだろうが!」と悪態をついたため鳥羽に頭部を銃撃され殺害される。

## スタッフ
- 脚本 - 酒井雅秋、福田哲平、まなべゆきこ
- 演出 - 水野格、長沼誠、茂山佳則
- 音楽 - カワイヒデヒロ（fox capture plan）
- 主題歌 - KAT-TUN「Roar」（ジェイ・ストーム）[22]
- 警察監修 - 石坂隆昌
- アクション監督 - 下村勇二
- アクション指導 - 谷本峰
- チーフプロデューサー - 池田健司
- プロデューサー - 尾上貴洋、茂山佳則（AX-ON）
- 制作協力 - AX-ON
- 製作著作 - 日本テレビ

## 放送日程
| 話数                                                                        | 放送日  | ラテ欄                                                          | 脚本         | 演出     | 視聴率 |
| --------------------------------------------------------------------------- | ------- | --------------------------------------------------------------- | ------------ | -------- | ------ |
| 第1話                                                                       | 1月23日 | 復讐に燃える元刑事! 最新監視システムを駆使し殺人鬼を追え!       | 酒井雅秋     | 水野格   | 12.4%  |
| 第2話                                                                       | 1月30日 | 新たな殺人鬼現る! 制限時間内に犯人を確保せよ! メンバーに危機が  | 酒井雅秋     | 水野格   | 10.4%  |
| 第3話                                                                       | 2月06日 | 第1章クライマックス! 幾重もの殺人鬼の罠! あの人物が殺される!    | 酒井雅秋     | 長沼誠   | 09.9%  |
| 第4話                                                                       | 2月13日 | 青いコートの男の正体ついに判明! 女性誘拐事件発生! 制限時間迫る! | 福田哲平     | 長沼誠   | 09.4%  |
| 第5話                                                                       | 2月20日 | 連続爆発事件 最後の標的はあの人! 警察内部に内通者? 最強の敵現る | 福田哲平     | 水野格   | 09.5%  |
| 第6話                                                                       | 2月27日 | 制限時間内に凶悪な強盗事件を阻止し、 拉致された捜査官を救えるか | まなべゆきこ | 茂山佳則 | 09.5%  |
| 第7話                                                                       | 3月06日 | 今度は凍死の危機! 迫る命のタイムリミット! 制限時間内に脱出せよ  | 福田哲平     | 長沼誠   | 09.8%  |
| 第8話                                                                       | 3月13日 | 最終章始動! 占拠された捜査本部を奪還せよ! 犯人の狙いとは一体?   | 福田哲平     | 茂山佳則 | 10.3%  |
| 第9話                                                                       | 3月20日 | 最終決戦開始 大病院が占拠された! ついに裏切者の正体が明らかに!  | 酒井雅秋     | 水野格   | 09.1%  |
| 最終話                                                                      | 3月27日 | 今夜全ての事件の謎が明らかに! 裏切り者の正体は? 衝撃のラスト    | 酒井雅秋     | 水野格   | 08.1%  |
| 平均視聴率 9.8%（視聴率はビデオリサーチ調べ、関東地区・世帯・リアルタイム） |         |                                                                 |              |          |        |

## スピンオフドラマ
『レッドアイズ 監視捜査班 The First Mission』（レッドアイズ かんしそうさはん ザ ファースト ミッション）のタイトルで、2021年3月20日の本編第9話の放送後より、動画配信プラットフォームHuluで独占配信された。KSBC発足前の前日譚で、伏見探偵事務所の湊川、山崎、小牧の3人が伏見が不在の間に行う本編ともつながる浮気調査が描かれる。全1話。

### キャスト（スピンオフドラマ）
- 湊川由美子 - シシド・カフカ
- 山崎辰二郎 - 木村祐一
- 小牧要 - 松村北斗

### ゲスト（スピンオフドラマ）
- 石山貴広 - 松本博之
- 石山玲子 - 内田慈

### スタッフ（スピンオフドラマ）
- 脚本 - 渡邉真子
- 演出 - 長沼誠
- チーフプロデューサー - 池田健司
- プロデューサー - 尾上貴洋、茂山佳則（AX-ON）
- 制作協力 - AX-ON
- 製作著作 - 日本テレビ

### 配信日程
| 各話  | 配信日  |
| ----- | ------- |
| 第1話 | 3月20日 |